# Pedro Sarabia
Pedro Alcides Sarabia, mais conhecido como Sarabia (Assunção, 5 de Julho de 1975), é um treinador e ex-futebolista Paraguaio que atuava como zagueiro. Tendo atuado nas Copas de 1998 e 2002, pela Seleção Paraguaia. Atualmente, sem clube.

## Títulos

### Como jogador
Sport Colombia
- División Intermedia: 1992

Cerro Porteño
- Campeonato Paraguaio: 1994, 2004

River Plate
- Campeonato Argentino: Apertura 1997 e 1999 / Clausura 2000 e 2002

Libertad
- Campeonato Paraguaio: 2006, 2007, 2008 (Apertura e Clausura) e 2010 (Clausura)

### Como treinador
Libertad
- Campeonato Paraguaio: 2014 (Apertura e Clausura)